# 2-(2-Hydroxyphenyl)-2H-benzotriazole

Allgemeine Strukturformel von 2-(2-Hydroxyphenyl)-2H-benzotriazolen

2-(2-Hydroxyphenyl)-2H-benzotriazole (auch 2-Hydroxyphenylbenzotriazole oder Hydroxyphenylbenzotriazole) sind eine wichtige Klasse von UV-Absorbern.

## Aufbau
Es handelt sich um substituierte Benzotriazole mit einer Phenylgruppe in 2-Position, die in ortho-Stellung eine Hydroxygruppe trägt.
| Name                                                                                  | Akronym | Strukturformel            | R1                                    | R2                       | R3    |
| ------------------------------------------------------------------------------------- | ------- | ------------------------- | ------------------------------------- | ------------------------ | ----- |
| 2-(2H-Benzotriazol-2-yl)-4-methylphenol                                               | UV-P    | Strukturformel von UV-P   | –                                     | Methyl                   | –     |
| 2-(2H-Benzotriazol-2-yl)-4-tert-butylphenol                                           | UV-PS   | Strukturformel von UV-PS  | –                                     | tert-Butyl               | –     |
| 2-(2H-Benzotriazol-2-yl)-4,6-bis(2-phenyl-2-propanyl)phenol                           | UV-234  | Strukturformel von UV-234 | (2-Propanyl)phenol                    | (2-Propanyl)phenol       | –     |
| 2-(2H-Benzotriazol-2-yl)-4,6-di-tert-butylphenol                                      | UV-320  | Strukturformel von UV-320 | tert-Butyl                            | tert-Butyl               | –     |
| 2-(5-Chlor-2H-benzotriazol-2-yl)-4-methyl-6-di-tert-butylphenol                       | UV-326  | Strukturformel von UV-326 | tert-Butyl                            | Methyl                   | Chlor |
| 2-(5-Chlor-2H-benzotriazol-2-yl)-4,6-di-tert-butylphenol                              | UV-327  | Strukturformel von UV-327 | tert-Butyl                            | tert-Butyl               | Chlor |
| 2-(2H-Benzotriazol-2-yl)-4,6-di-tert-pentylphenol                                     | UV-328  | Strukturformel von UV-328 | tert-Pentyl                           | tert-Pentyl              | –     |
| 2-(2H-Benzotriazol-2-yl)-4-(1,1,3,3-tetramethylbutyl)phenol                           | UV-329  | Strukturformel von UV-329 | –                                     | 1,1,3,3-Tetramethylbutyl | –     |
| 2-(2H-Benzotriazol-2-yl)-6-(sec-butyl)-4-(tert-butyl)phenol                           | UV-350  | Strukturformel von UV-350 | sec-Butyl                             | tert-Butyl               | –     |
| 2,2′-Methylenbis[6-(2H-benzotriazol-2-yl)-4-(2,4,4-trimethyl-2-pentanyl)phenol]       | UV-360  | Strukturformel von UV-360 | über Methylengruppe verknüpftes Dimer | 1,1,3,3-Tetramethylbutyl | –     |
| 2-(2H-Benzotriazol-2-yl)-6-dodecyl-4-methylphenol                                     | UV-571  | Strukturformel von UV-571 | Dodecyl (linear oder verzweigt)       | Methyl                   | –     |
| 2-(2H-Benzotriazol-2-yl)-6-(2-phenyl-2-propanyl)-4-(2,4,4-trimethyl-2-pentanyl)phenol | UV-928  | Strukturformel von UV-928 | (2-Propanyl)phenol                    | 1,1,3,3-Tetramethylbutyl | –     |

## Verwendung
2-(2-Hydroxyphenyl)-2H-benzotriazole kommen als Lichtschutzmittel in Lacken und Kunststoffen zum Einsatz.